# World of Warcraft
World of Warcraft je MMORPG internetna igra podjetja Blizzard Entertainment, ki je izšla 23. novembra 2004, ob 10 obletnici franšize Warcraft. World of Warcraft, pogosto WoW, je četrta izdana igra v svetu Warcraft. Dogajanje se odvija na planetu Azeroth, približno štiri leta po dogodkih v predhodniku Warcraft III: The Frozen Throne.
Blizzard Entertainment je do sedaj izdal osem razširitev, prva razširitev, The Burning Crusade, je izšla 16. januarja 2007. Sledile so Wrath of the Lich King 13. novembra 2008, Cataclysm 7. decembra 2010, Mists of Pandaria 25. septembra 2012, Warlords of Draenor 13. novembra 2014, Legion 30. avgusta 2016, Battle for Azeroth 14. avgusta 2018 in Shadowlands 23. novembra 2020.
World of Warcraft je trenutno z več kot 12 milijoni naročnikov  najbolje igrani ter prodajani MMORPG vseh časov.

## Igranje

### Ustvarjanje junaka in pričetek igranja
Vsak igralec ustvari svojega junaka, ki ga preko igre uči in razvija. Junak tekom igre pridobiva točke izkušenosti, s pomočjo katerih se razvija in pridobiva stopnje. Vsak nov igralec igro začne na začetnem območju, ki ga določa njegova rasa z junakom stopnje 1. Trenutno najvišja dosegljiva stopnja je 85, ki jo lahko dosežemo s pomočjo vseh do sedaj izdanih razširitev. Junak si skozi igranje pridobiva vedno novejšo opremo, katera mu dovoljuje hitrejše in lažje napredovanje. Trenutno dovoljeno število vseh junakov na enemu računu je 50, ampak le 10 na strežnik.
Zavoljo sledenju zgodovine dogodkov v Warcraftu, morajo igralci na začetku izbrati tudi stran pri kateri želijo igrati. Na razpolago sta 2 strani, in sicer Alliance-a ali Horde-a. Vsaka stran ima glede na zgodovino tudi svoje rase, tako ima Allianca na možnost Humane, Dwarfe, Gnome, Night elfe, Draenei-e in Worgen-e. Horda ima na drugi strani na razpolago Orke, Taurene, Blood Elfe, Gobline, Trolle in Forsaken, ter neutral Pandaren.
Po izbrani strani in rasi, si je treba še izbrati katero klaso bomo igrali skozi igro (vsak junak je lahko različna kombinacija česar želimo). Trenutno je v WoW-u na razpolago 11 klas: Death knight, Druid, Hunter, Mage, Paladin, Priest, Warrior, Rogue, Warlock, Shaman, Monk.

### Nadaljnje igranje
Po končanem ustvarjanju junaka se vpišemo v navidezni svet Azerotha, kjer začnemo s svojo pustolovščino. V stopnjah napredujemo s pomočjo pobijanja sovražnikov, ki jih najdemo po celem svetu in so prav tako kot mi, različnih stopenj. Drugi način je pridobivanje točk izkušenosti skozi delanje različnih nalog (Questov), ki jih sprejemamo po svetu in opravljamo zadana opravila. Po končani nalogi, le te oddamo in s tem pridobimo nove točke, kar nas popelje naprej proti maksimalni stopnji. 
Ko dosežemo 10. stopnjo, lahko pričnemo točke pridobivati tudi v različnih Temnicah, ki so razdeljene glede na stopnje. Temince so posebna območja v Azeroth svetu, kjer v skupini petih ali več junakov pobijamo sovražnike in različne vodje. Znano je da se v temnicah dobi več točk izkušenosti, kot zunaj njih.
Temnice, ki so omejene na 5 igralcev, so manjše in tako lažje ter razmeroma hitre. Vse kar zahteva več kot 5 igralcev se imenuje Raid. Raid temnica je za nekatere igralce WoW-a tisto kar jim predstavlja končno igranje. Raidi so lahko različnih velikosti, vse od 6 pa do 40 igralcev.   
Tekom igranja se lahko odločamo tudi za različne načine igranja. Izbiramo lahko med PvP (Igralec proti igralcu) in PvE (Igralec proti okolju) načinu. Možna pa je tudi kombinacija obeh, odvisno od strežnika samega v primeru, da to dopušča. Glavna razlika je v tem da se pri PvE-ju spopadamo z okolju samim ter z računalniško vodenimi sovražniki, medtem ko gre pri PvP-ju za bitke s pravimi igralci.

### Okolje
Ena izmed stvari, po katerih slovi WoW je prav tako raznolikost in velikost sveta. Trenutno imamo na razpolago 3 planete (Azeroth, Outland, Draneor) kjer se lahko gibamo po velikemu terenu. Vsak planet je razdeljen na več zon, ki so prilagojene določenim stopnjam in s tem tudi izkušenosti igralca. V sami igri spoznavamo zgodbo, ki jo najdemo vsepovsod, bodisi skozi opravljanje nalog ali pa skozi interaktivne predmete (razne knjige, predmeti). V WoW-u zasledimo tudi to da ima vsaka izmed ras svoje mesto, ki je zelo tematsko ustvarjeno glede na raso kateri pripada.

### Naročnina
World of Warcraft zahteva za igranje plačevanje mesečne naročnine. Naročnino lahko podaljšujemo za določen čas, ki je 1,2 ali 6 mesecev. Plačilo je možno preko interneta s kreditno kartico ali pa z nakupom posebnih Game Cardov, ki jih lahko kupimo fizično v trgovinah. Ali pa naročnino preprosto plačamo z virtualnim denarjem.

## Razvijanje
World of Warcraft je bil prvič uradno najavljen Septembra 2001 na ECTSju. Sam razvoj igre je potekal več kot 5 let z dolgim in intenzivnim testiranjem preden je bila izdana. Igra je bila izdelana tudi z namenom prostega gibanja in svobode igralca, ki se je z zadnjo razširitvijo le še povečala. WoW prav tako odlikuje zelo preprosto prilagajanje uporabniškega vmesnika, ki ga lahko prilagodimo svojim potrebam oziroma kakor želimo.

### Regijske različice
Poleg Ameriške in Evropske različice igre, kjer je vsebina necenzurirana, obstajata še različici za azijske trge. V Južni Koreji in Kitajski je cenzurirane oziroma predelane veliko vsebine, da ustreza tamkajšnjim zakonodajam.

### Razširitve
Trenutno so na prodajo tri razširitve: World of Warcraft: The Burning Crusade, World of Warcraft: Wrath of the Lich King, World of Warcraft: Cataclysm, World of Warcraft; Mist of Pandaria in World of Warcraft: Warlords of Dreanor. Vse razširitve so opcijske, in niso potrebne za nadaljnjo igranje igre. Vendar brez razširitev ni mogoče priti dlje kot do stopnje 60 in temu primerne opreme in svetov.

## V ostalih medijih
World of Warcraft se je zaradi svoje uspešnosti pojavil tudi v drugih oddajah, takšen primer je epizoda South Parka, Make Love, Not Warcraft.
Igra je bila prav tako uporabljana za reklamiranje vozil Toyota
Po igri sta narejeni tudi 2 namizni družabni igri s svojima razširitvama. Prav tako je igra vstopila v svet zbirateljskih kart (TCG, Trading Card Games).

## Sistemske zahteve
Microsoft Windows
- Windows XP, Windows Vista ali Windows 7 (32- & 64-bit podpora)
- Intel Pentium 4 1.3 GHz ali AMD Athlon XP 1500+
- 1 GB ali več RAM
- NVIDIA Geforce FX ali ATI Radeon 9500 grafično kartico ali boljšo
- 25 GB nezasedenega HD prostora
- 4× DVD-ROM pogon
- Širokopasovna internetna povezava

Mac OS X
- Mac OS X 10.5.8, Mac OS X 10.6.4 ali novejše
- Intel procesor
- 2 GB RAM ali več
- ATI or NVIDIA grafična kartica z 64 MB Video RAM ali več
- 25 GB nezasedenega HDD prostora
- 4× DVD-ROM pogon
- Širokopasovna internetna povezava